# Spiris striata

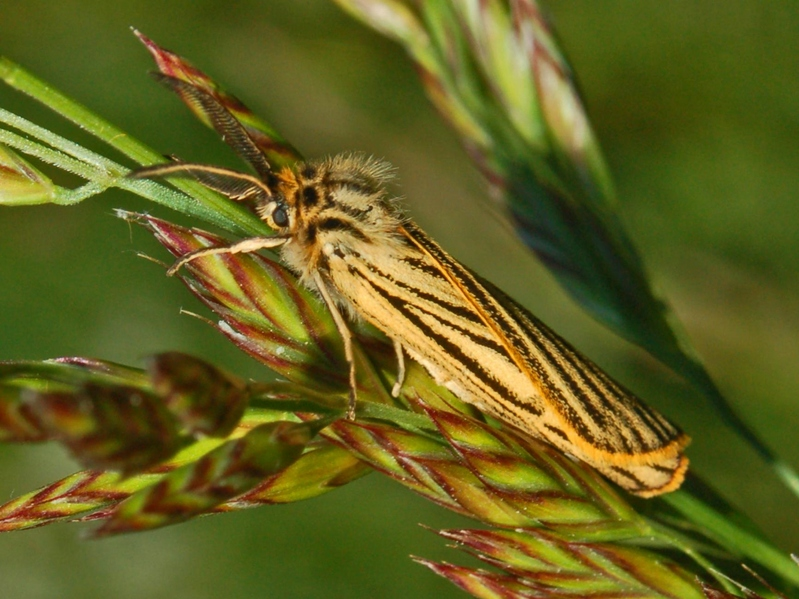
Arctiidae - Coscinia (Spiris) striata

Spiris striata là một loài bướm đêm thuộc phân họ Arctiinae, họ Erebidae. Nó được tìm thấy ở châu Âu, Anatolia, Xibia và đông Nam Á.
Sải cánh dài 30–35 mm. Con trưởng thành bay tháng 5 đến tháng 8 tùy theo địa điểm.
Ấu trùng ăn low vegetation và grasses.

## Hình ảnh

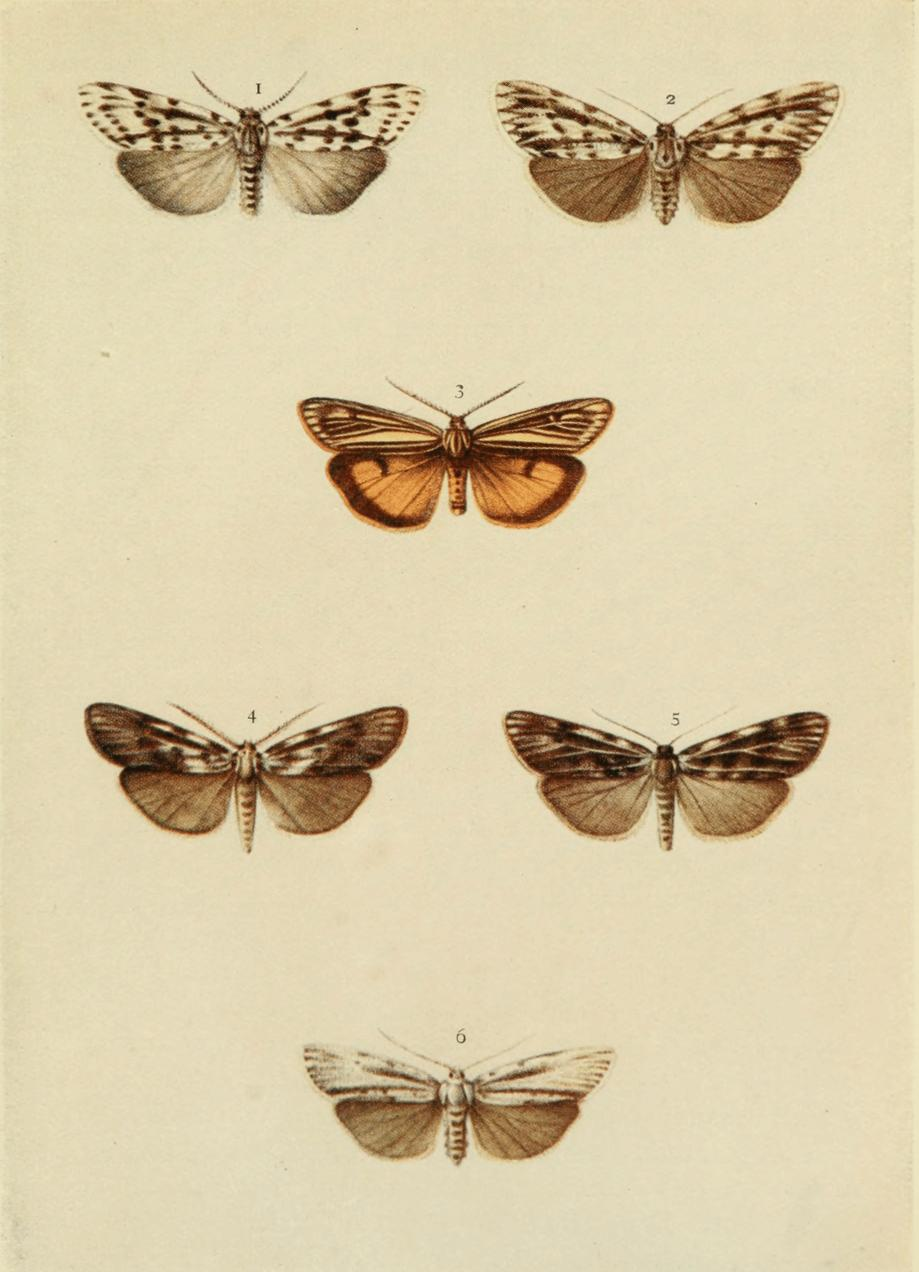
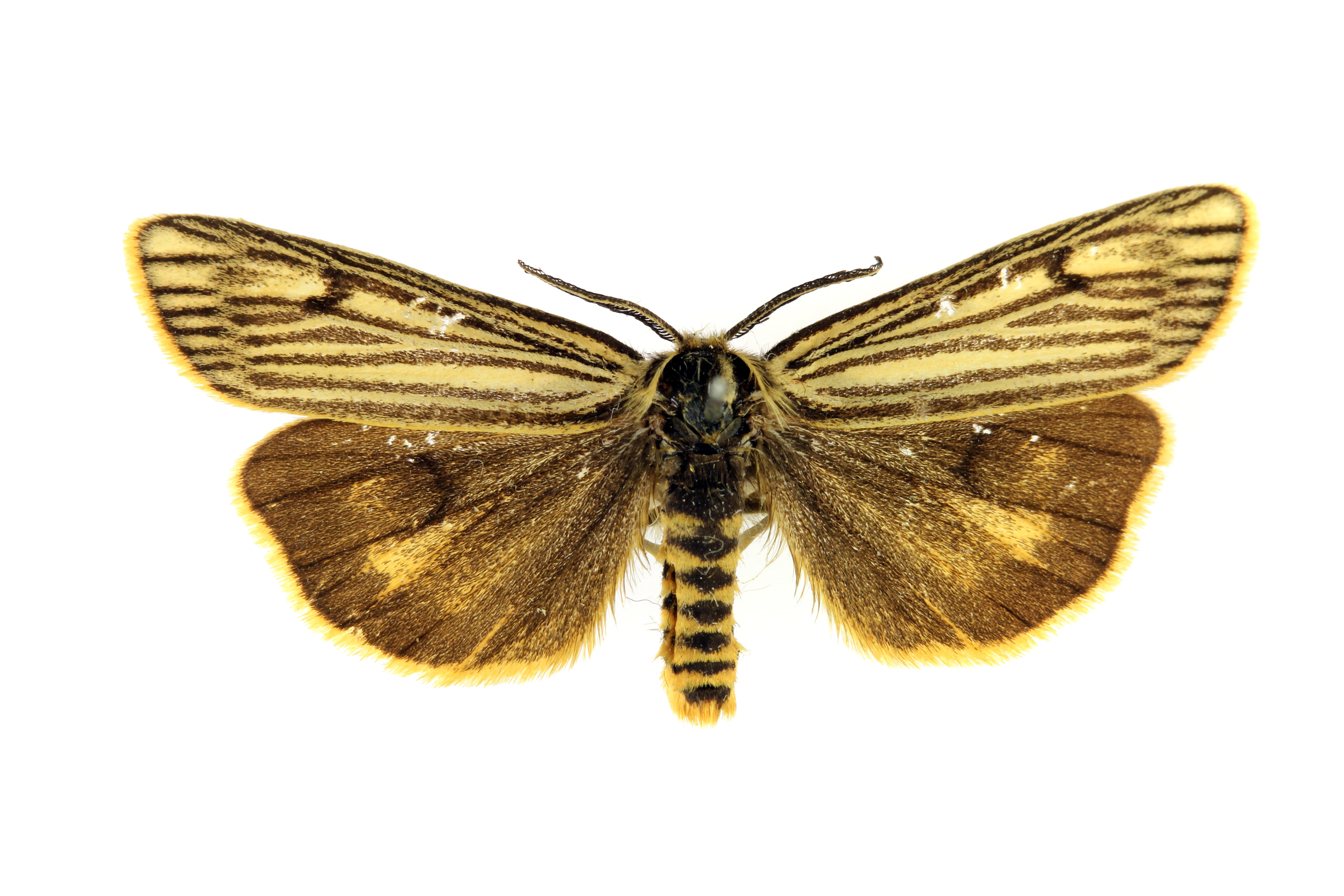
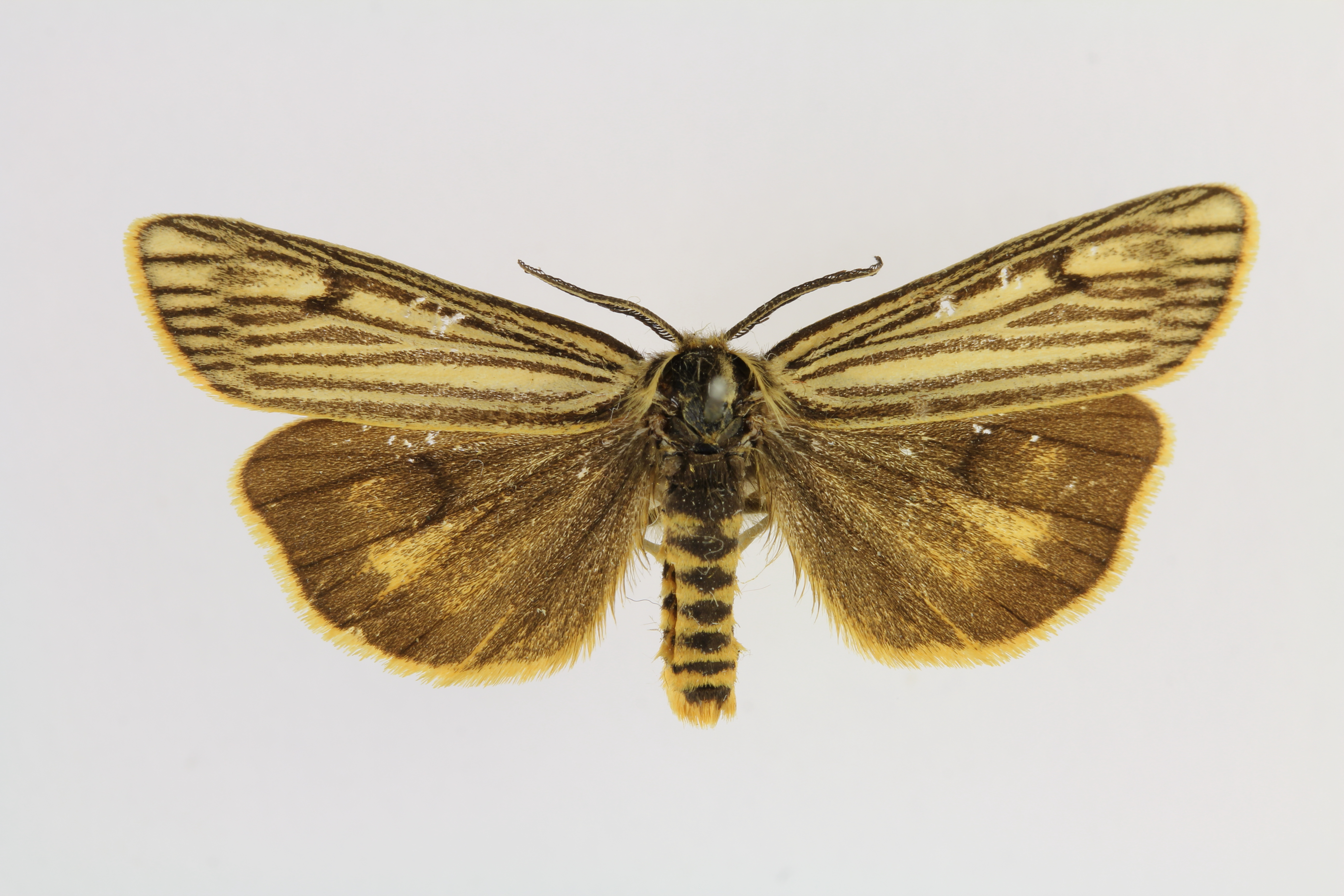